# 辞海
《辞海》是一套兼收语言条目和百科条目的大型综合性辞书，外界認為其编纂過程专业與严谨，而且知识性和准确性較高，辭海也被視為中国权威的工具书之一。最早由私营中华书局創辦人陆费逵於1915年發起，首任主編舒新城，1936年正式出版了兩大冊。1957年適逢反右運動之時，毛澤東做出修訂《辞海》的決定。歷經文化大革命出版修訂工作有停頓。此書歷經南京遷到杭州及國共內戰而有不同版本的發展。目前由上海辞书出版社负责编纂出版，在台灣也有台灣中華書局出版正體中文版。另有以此書為基礎擴展而成的特大型综合性辞典《大辞海》。

## 内容体例
《辞海》以词汇为主体内容。辞海除收录常见词汇外，还收录了丰富的专业词汇，涉及哲学、历史、医学、法学、化学、宗教、数学等众多学科和领域，因而成为百科全书式的综合性辞典。
《辞海》采用以字带词的体例，因而又兼具字典、词典功能。

## 编写历史
1915年，中华书局的主持人陆费逵啟動《辭海》計畫，採「海納百川」之意，與同為商务印书馆的《辞源》竞争。1928年专聘舒新城担任主编。隔年，辭海編輯室從南京遷到杭州。
1936年，第一版正式出版。
1957年9月，毛泽东在上海决定对老《辞海》进行修订。隔年中华书局辞海编辑所成立，之后组织了约5,000名专家参与编写工作。
1961年至1962年初，《辞海》试行本出版。
1965年，“未定稿本”完成。接下來的文化大革命期间修订工作被迫停止。文革后继续进行修订，到1979年正式完成了第一次重大修订。
1978年1月，中华书局辞海编辑所改称上海辞书出版社，现承担《辞海》、《大辞海》、《汉语大词典》等书籍出版工程。
2005年，上海世纪出版集团旗下非营利性事业单位辞海编纂处成立，主要承担《辞海》《大辞海》编纂与修订工作。
位於台灣的中華書局則由雷飞鸿主編了新编《辞海》，臺灣版最近的是2000年的第十版。

## 相关評論
《中国图书評論》曾指出第二版的《辞海》因在階級鬥爭時代出版，許多釋文仍偏向左派。
陈守礼评論1999年版《辞海》有關胡适及相关涉及戡乱条例、戡乱等詞條犯有政治性错误。
學者李寿星评論第六版《辞海》，雖在执行法定计量单位方面，較先前版本有所改进，但仍存有不少问题，而其中多数是老问题，「希望《辞海》闻过即改，真正成为『标准书』」。

## 版本

### 辞海
| 版本  | 发行時間 | 收詞       | 书号                                 |
| ----- | -------- | ---------- | ------------------------------------ |
| 第1版 | 1936年   | 82,827条   | -                                    |
| 第2版 | 1965年   | 97,792條   | -                                    |
| 第3版 | 1979年   | 127,186條  | 统一书号 17187-27 ISBN 7-5326-0061-0 |
| 第4版 | 1989 年  | 123,931條  | ISBN 978-7-5326-0083-0               |
| 第5版 | 1999年   | 122,835 條 | ISBN 978-7-5326-0523-1               |
| 第6版 | 2009年   | 127,221 條 | ISBN 978-7-5326-3105-6               |
| 第7版 | 2020年   | 13餘萬條   | ISBN 978-7-5326-5325-6               |

- 1936年版：分上下两册，主编为舒新城，沈颐，徐元诰，张相。其後重印多次，如中華書局1981年1月重印本。
- 1947年版：单卷本，香港中华书局在1983年有重印。ISBN 978-962-231-005-6
- 1961年版：试行本，1961年至1962年初出版。按学科体系分为16册。
- 1965年版：“未定稿本”，内部发行。分为上下两册。
- 1979年版：上海辞书出版社出版，主体为三卷本，并以26个分册覆盖专门学科。1980年出版缩印本。1983年出版增补本收录新增词语和百科内容。主编为舒新城、陈望道、夏征农。

1979年版：收录单字14,872个,词目91,706条，插图3,000餘幅。所收单字按部首笔画排序。
- 1989年版：同1979年版，并增加百科词目分类索引一册。

1989年版：收录单字16,534个，普通词语和百科词语103,000多条；全书1,600万餘字。增加了《中华人民共和国行政区划简表》及四角号码索引、词目外文索引。
1989年版：所收词语更加侧重于百科词语。
- 1999年版：有多个版别，新增彩图本和音序本，并于2003年推出了珍藏本系列。主编为夏征农[14]。

所有版本的文字内容一致，区别在于图片配置和词条编排上：彩图本用彩色图片，其他使用黑白单线白描图；音序本在《辞海》历史上首次按照拼音音序来编排词条正文。
1999年版：收录单字19,485个（含繁体字和异体字），其中17,674个列为字头。字头及独立词目122,835条；全书篇幅为1,983万字。
- 普及本：3卷。
- 缩印本：1卷。
- 彩图本：5卷（含附录索引卷）。
- 彩图珍藏本：共9卷，装入三个函套。全彩色印制，附主编夏征农签名的金箔纪念卡。
- 彩图缩印本（音序）：共5卷。
- 普及本（音序）：共4卷。
- 缩印本（音序）：1卷，2002年出版。收录单字字头17,523个，附繁体字和异体字6129个，字头及词目105,400条，篇幅1,882万字。
- 缩印珍藏本（音序）：共4卷。2003年出版，共计1708万字，黑白线条图3,600餘幅。

- 2009年版：9月21日出版；由夏征农、陈至立担任主编。总字数约2,200万字，比1999年第五版增加约10%；总条目近12.7万条，比第五版增8%；其中新增1万多条並删去约7,000条，改动幅度超过全书的三分之一。除了新增条目，在原有条目中也進行了許多更新。反映了改革开放三十年的新事物[15]。 突破《辞海》只收古代汉语的惯例，增收5,000条常用的现代汉语。如果按义项计，则增收了20,000个义项。汉字字形、注音、异形词规范、数字用法、量和单位、科技名词等均按中国國家统一规定处理。

彩图本：国际标准大16开（A4）五卷本（正文四卷、附录索引一卷）。按拼音编排而成。书中有彩图近18,000余幅（比1999年版调整图片量近2,000幅，实际新增500多幅）。
- 2020年版：從2015年開始編寫，2020年8月出版，9月上市。同年《辞海》首次发行网络版[16]。

### 台灣中華書局版
和中華民國政府一起遷移到台灣的中華書局（台灣中華書局）也在1956年發行《辞海》上下2冊，台灣中華書局辞海編集委員會在1996年出版《辞海 最新增訂本》（8版）。

### 大辞海
《大辞海》的篇幅为《辞海》的2.5倍，全书约5,000万字。共有38個分卷。收录词目28万条，图片8,000幅。不仅充分反映中国各个领域的历史、现状和知识，同时还介绍世界各国的知识和信息，展现科学技术迅猛发展的新面貌，是中国学科名词、术语、概念等方面知识的集大成者。
《大辞海》先后被列入“十五”、“十一五”與“十二五”国家重点图书出版规划，并于2007年获得国家新闻出版总署资助，2009年获得国家出版基金资助。2016年9月国家出版基金规划管理办公室组织对《大辞海》进行验收，验收小组给予该项目“优秀（91分）”的评价。

## 社會影響
香港特别行政区政府公司注册处文件《香港公司名称注册指引》中，要求公司中文名称所用文字必须可在《康熙字典》或《辞海》及 ISO 10646 国际编码标准内找到。

### 引用
1. ↑  王炳根. . 獨立作家. 1 November 2014: 120–. ISBN 978-986-5729-42-4.
2. ↑  智效民. . 四川文艺出版社；Esphere Media (美国艾思传媒). 1 October 2013: 189–. ISBN 978-7-5411-3768-6.
3. ↑  金常政. . 北京: 北京图书馆出版社. 2005-03: 61–62. ISBN 7501326231.
4. ↑  方韶毅. . 獨立作家－秀威出版. 1 July 2011: 231–. ISBN 978-986-221-758-0.
5. ↑  智效民. . 四川文艺出版社；Esphere Media (美国艾思传媒). 1 October 2013: 189. ISBN 978-7-5411-3768-6 （中文（中国大陆））. 由於辞海不能適應「思想改造」和「階級鬥爭」的需要，毛澤東要求重新修訂。
6. ↑  .   [2021-07-19]. （原始内容存档于2020-11-06）.
7. ↑  . 书目文献出版社. 1991.
8. ↑  辭海 （页面存档备份，存于），臺灣中華書局
9. ↑  . 中国图书评论编辑部. 2010: 6 （中文（中国大陆））. 第二版《辞海》对第一版《辞海》作了脱胎换骨的改造。但是,由于第二版《辞海》是在"以 阶级斗争为纲"的年代出版的,条目的设置和释义受到一定的影响。"文化大革命"结束后,对《辞海》 ... 同时,许多重要问题,特别是思想、政治和理论问题的拨乱反正,还未能 在这一版中得到反映,释文中仍然存有一些"左"的痕迹。 1981 年年初,夏老主持召开 ...
10. ↑  .   [2015-05-19]. （原始内容存档于2020-07-19）.
11. ↑  .   [2015-05-19]. （原始内容存档于2021-01-21）.
12. ↑  独家｜83岁《辞海》第七版9月推出！金庸余光中入词目 （页面存档备份，存于）大風號，2019年6月13日
13. ↑  辭海[]上海交通大学图书馆，2019年
14. ↑  . （原始内容存档于2018-11-10）.
15. ↑  . chlb.cishu.com.cn.   [2018-11-10]. （原始内容存档于2018-11-10）.
16. ↑  .   [2020-12-19]. （原始内容存档于2020-12-24）.
17. ↑  . 文汇报. 新华网.   [2018-10-10]. （原始内容存档于2021-01-25） （中文）.
18. ↑  . 大辞海.   [2018-10-10]. （原始内容存档于2020-12-06）.
19. ↑  公司註冊處.  (PDF). 2014年1月6日  [2018年12月23日]. （原始内容 (PDF)存档于2020年11月30日）. (B) 對公司名稱的一般規定 ... 5. 公司的中文名稱必須是繁體字，這些繁體字須在《康熙字典》或《辭海》及ISO 10646 國際編碼標準內找到。簡體字概不接納。